# Лісове (Тур'янський старостинський округ)
Лі́сове — село в Україні, у Золочівському районі Львівської області. Населення становить 43 особи. Колишній орган місцевого самоврядування - Тур'янська сільська рада.